# Nuzi

Mapa de l'antic Orient Mitjà que mostra la ciutat estat Assur dins del territori dels Mitanni en la seva màxima extensió. Nucli de Mitanni (porpra fosc) i l'extensió màxima aproximada del domini de Mitanni (porpra clar) c. 1430 aC

Nuzi, en accadi Gashar, va ser una ciutat mesopotàmica que va constituir un enclavament comercial semita-accadià almenys des dels temps de Naram-Sin d'Accad. En aquesta època ja tenia una abundosa població d'accadis, i segurament hi vivien seminòmades semites a la rodalia.
La ciutat es trobava al sud-oest de Kirkuk a l'actual Iraq, a prop del riu Tigris. Sembla que va ser fundada amb el nom de Gashar pels accadis a finals del tercer mil·lenni aC, i els hurrites la van conquerir abans del 1500 aC i li van canviar el nom. La història que segueix no està clara, però sembla que va ser regida per una dinastia local fins que el rei Sausatatar de Mitanni la va annexionar cap a l'any 1450 aC. Després de la caiguda del regne de Mitanni en mans hitites, potser el 1350 aC va passar a l'Imperi Assiri.
Les excavacions, iniciades el 1920, han desenterrat no només la ciutat, sinó també milers de taulells escrits en cuneïforme accadi. Això va donar una llum inestimable als investigadors respecte a les activitats de la ciutat. Moltes de les tauletes trobades fan referència a conflictes legals i altres són documents comercials i aproximadament una quarta part descriuen les transaccions financeres d’una sola família. La majoria de les troballes són del període hurrita, cap al segon mil·lenni aC, i algunes altres són de l’imperi d'Accad, del temps de la fundació de la ciutat. Un dels objectes més valuosos és un mapa de la zona que es remunta al període accadi.